# Останці Подільських Товтр
«Останці Подільських Товтр» — геологічна пам'ятка природи місцевого значення в Україні. Пам'ятка природи розташована на території Тернопільського району Тернопільської області, с. Мшанець, Мшанецьке лісництво, кв. 49 в. 3, лісове урочище «Мильно».
Площа — 0,50 га, статус отриманий у 1990 році.